# 西中洲 (福岡市)

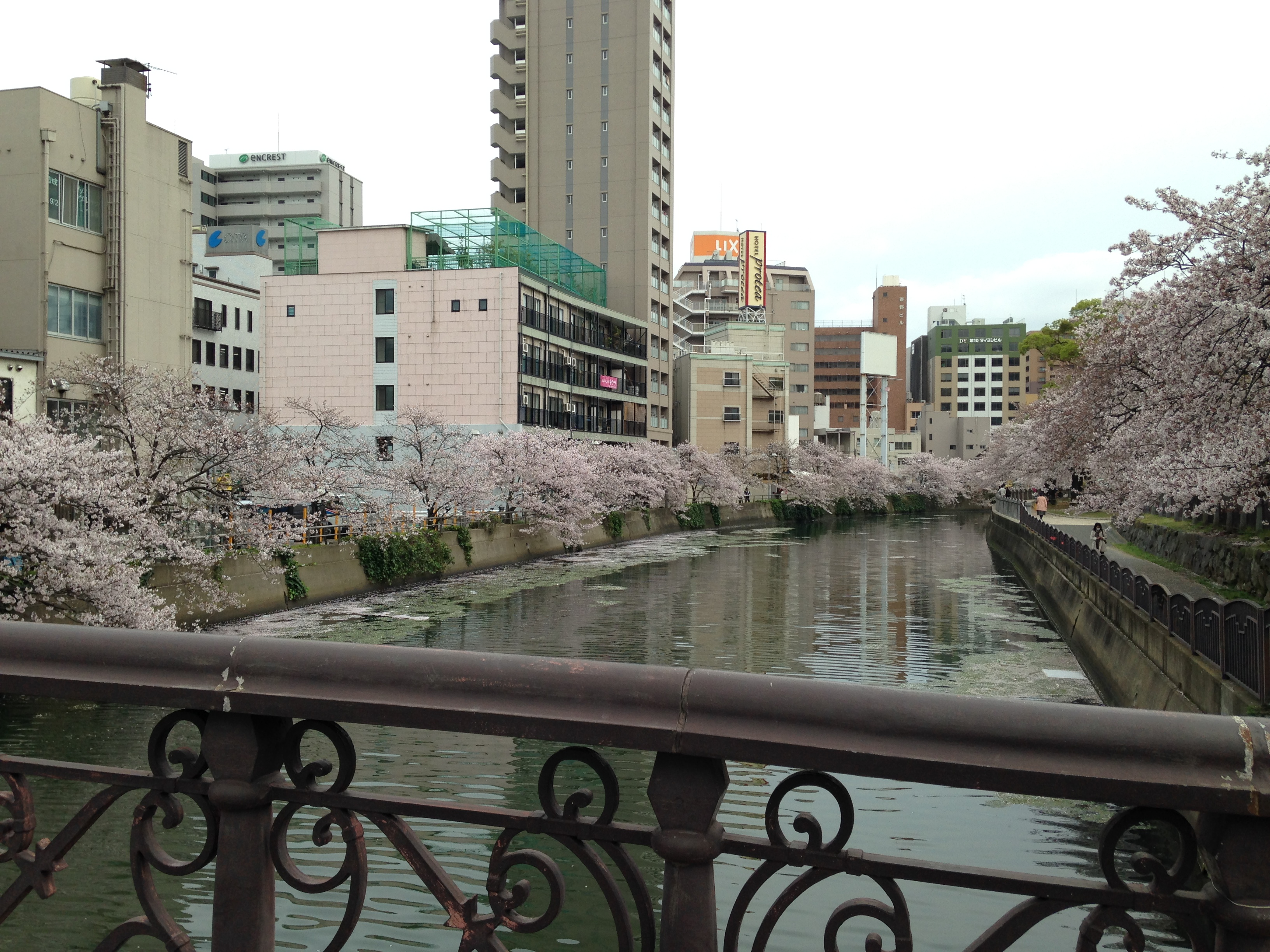
天神中央公園付近の薬院新川。左側は西中洲。

西中洲（にしなかす）は、福岡県福岡市中央区の町名である。現行の行政地名は、丁目の設定がない単独町名であり、全域で住居表示を施行している。面積は8.64ヘクタール。2022年11月末現在の人口は359人。郵便番号は810-0002。

## 地理
西中洲は那珂川と薬院新川と国道202号（堅粕西新1号線との重複区間、国体道路）に囲まれている。那珂川を挟んだ対岸は博多区中洲であり、西中洲は文字どおり中洲の那珂川を跨いだ西側に位置する。那珂川支流の薬院新川を挟んで天神と接する。国道202号の反対側は春吉。また南西の三光橋交差点で渡辺通とも接する。西中洲は全域が春吉小学校の校区。
西中洲の地域は三角形をなしており、角のひとつ（北西端）である那珂川と薬院新川の合流地点には水上公園がある。水上公園に接する通りは明治通りであり、道路を渡ると天神中央公園がある。
水上公園前から西中洲を南北に貫く道路は福岡県道553号。それ以外の道路は細い路地であり、その多くが一方通行に指定されている。道が狭いのは空襲で罹災しなかったため。
県道553号を南下すると国体道路に突き当たる。国体道路を東に進めば春吉橋で中洲に渡り、西に進めば三光橋で天神に至る。

### 河川
西中洲の東側及び西側に次の河川の河口が横断している。
- 那珂川（二級河川、写真）
- 薬院新川（やくいんしんかわ、那珂川の支流、二級河川）[注釈 1]

## 人口
西中洲の人口の推移を福岡市の住民基本台帳（公称町別）に基づき示す（単位：人）。集計時点は各年9月末現在である。
- 2001年（平成13年）：294
- 2002年（平成14年）：288
- 2003年（平成15年）：271
- 2004年（平成16年）：244
- 2005年（平成17年）：245
- 2006年（平成18年）：249
- 2007年（平成19年）：250
- 2008年（平成20年）：263
- 2009年（平成21年）：260
- 2010年（平成22年）：235
- 2011年（平成23年）：255
- 2012年（平成24年）：247
- 2013年（平成25年）：294
- 2014年（平成26年）：328
- 2015年（平成27年）：316
- 2016年（平成28年）：312
- 2017年（平成29年）：292
- 2018年（平成30年）：288
- 2019年（令和元年）：270
- 2020年（令和2年）：335
- 2021年（令和3年）：342
- 2022年（令和4年）：351

## 施設

### 公園
西中洲の北西部分には水上公園と天神中央公園の2つが並んでいる。
水上公園
(写真、地図）は裕仁親王（昭和天皇）御成婚を祝して整備されたもので、名称も「記念公園」であったが、1983年の再整備を期に水上公園と改められた。噴水の中央のモニュメントは新宮晋の作品。なお「西中洲公園」(写真)は薬院新川を挟んだ対岸の西鉄イン福岡に接する川沿いの公園の名称であり、行政上は西中洲ではなく天神一丁目となる。
天神中央公園(写真、地図）は天神のアクロス福岡の南側に広がる公園だが、薬院新川を挟んだ西中洲もその一部。西中洲側の天神中央公園内には福岡県公会堂貴賓館がある。対岸の中洲とむすぶ福博であい橋は「福博プロムナード」として公園に直接繋がっている。
水上公園及び天神中央公園の西中洲エリアについては、官民連携による再整備が進んでいる。水上公園には西日本鉄道（西鉄）により、2016年7月15日に飲食施設「SHIP'S GARDEN」がオープン。設計は松岡恭子が手掛け、同年の福岡市都市景観賞を受賞した。天神中央公園の西中洲エリアには2019年8月9日、同じく西鉄により飲食施設「HARENO GARDEN EAST&WEST」がオープン。設計はyHa architects（平瀬有人＋平瀬祐子）が手掛けた。

水上公園のモニュメント・風のプリズム

### 飲食店
国体道路沿いは天神と中洲を結ぶ主要な道路であるため夜も喧噪が絶えず交通量も多い。飲食店やホテル・カラオケ店などが建ち並び、中洲の延長の様相を呈している。ひとたび国体道路から町中に入れば意外なほどの静寂となる。
町中には飲食店が数多く立ち並び、老舗料理店も少なくない。ただし対岸の中洲のような歓楽街としての性格はなく、落ち着いた大人の街という特色を持つ。食通好みの名店も少なくない。料亭、日本料理、寿司、フレンチ、ショットバー、居酒屋などがある。
2004年に制定された「西中洲地区建築協定」により西中洲地区のほとんどの場所において、風俗店・パチンコ店・ゲームセンターの新規出店が禁じられ、またネオンサインなどの広告も禁じられた。

## 歴史

### 町域の変遷
| 住居表示実施後 | 実施年月日         | 住居表示実施前 |
| -------------- | ------------------ | -------------- |
| 西中洲         | 1962年（昭和37年） | 大字春吉       |

## 治安
西中州は、福岡県暴力団排除条例に基づき、暴力団排除特別強化地域に指定されており、暴力団と飲食店等との間でみかじめ料のやりとり、便宜供与などが禁止されている（双方に罰則が有り）。また、地域内に営業所を置く特定接客業者は、所定の標章を掲示することで暴力団員の立入りを禁止することができる。

## 交通
- 西鉄天神大牟田線西鉄福岡（天神）駅
- 福岡市地下鉄空港線天神駅
- 福岡市地下鉄七隈線天神南駅